# Viesīte
Viesīte est une ville de la région de Zemgale en Lettonie. Elle a 1 705 habitants pour une superficie de 2,3 km2.

## Galerie

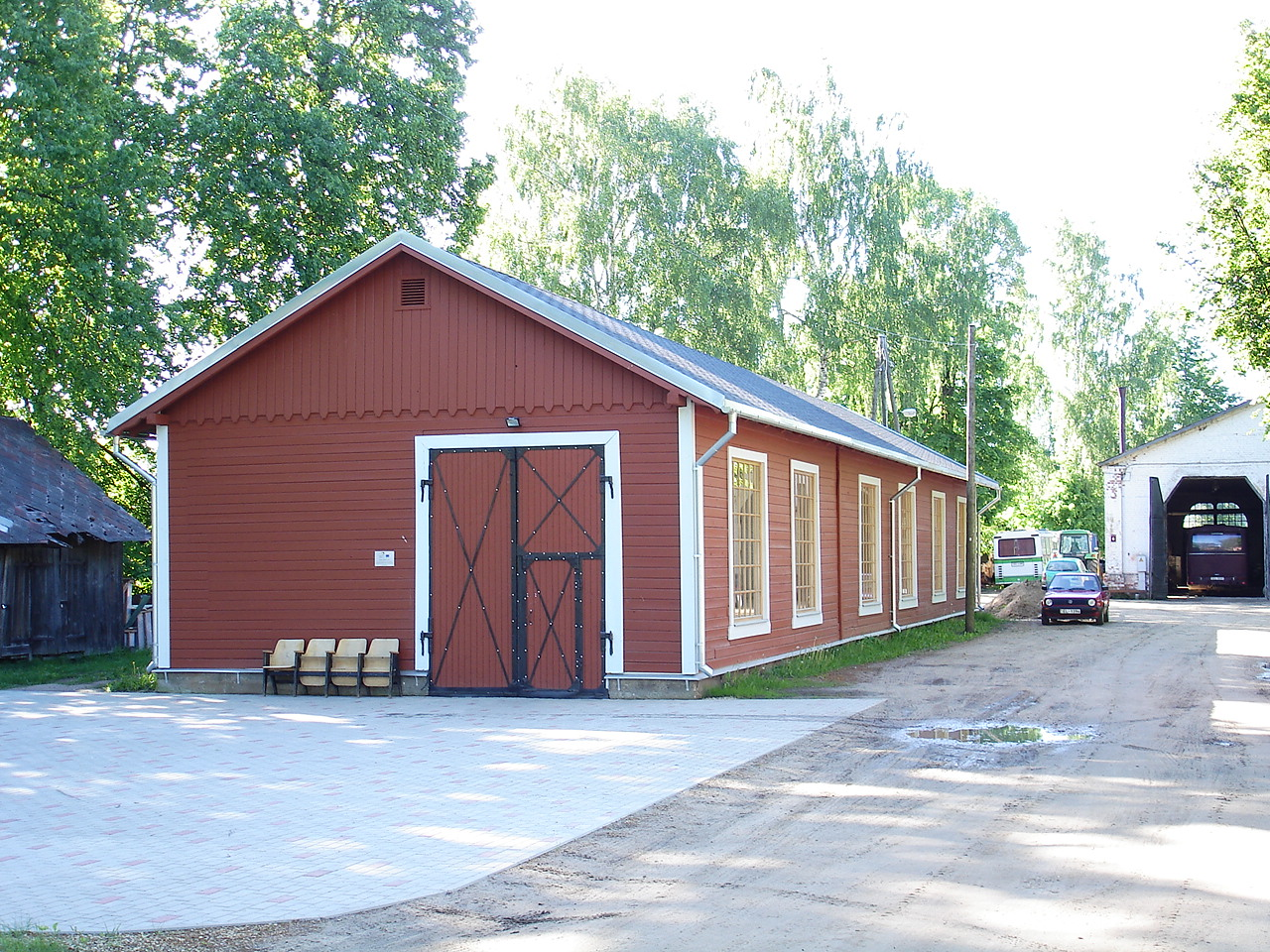
Le dépôt ferroviaire.
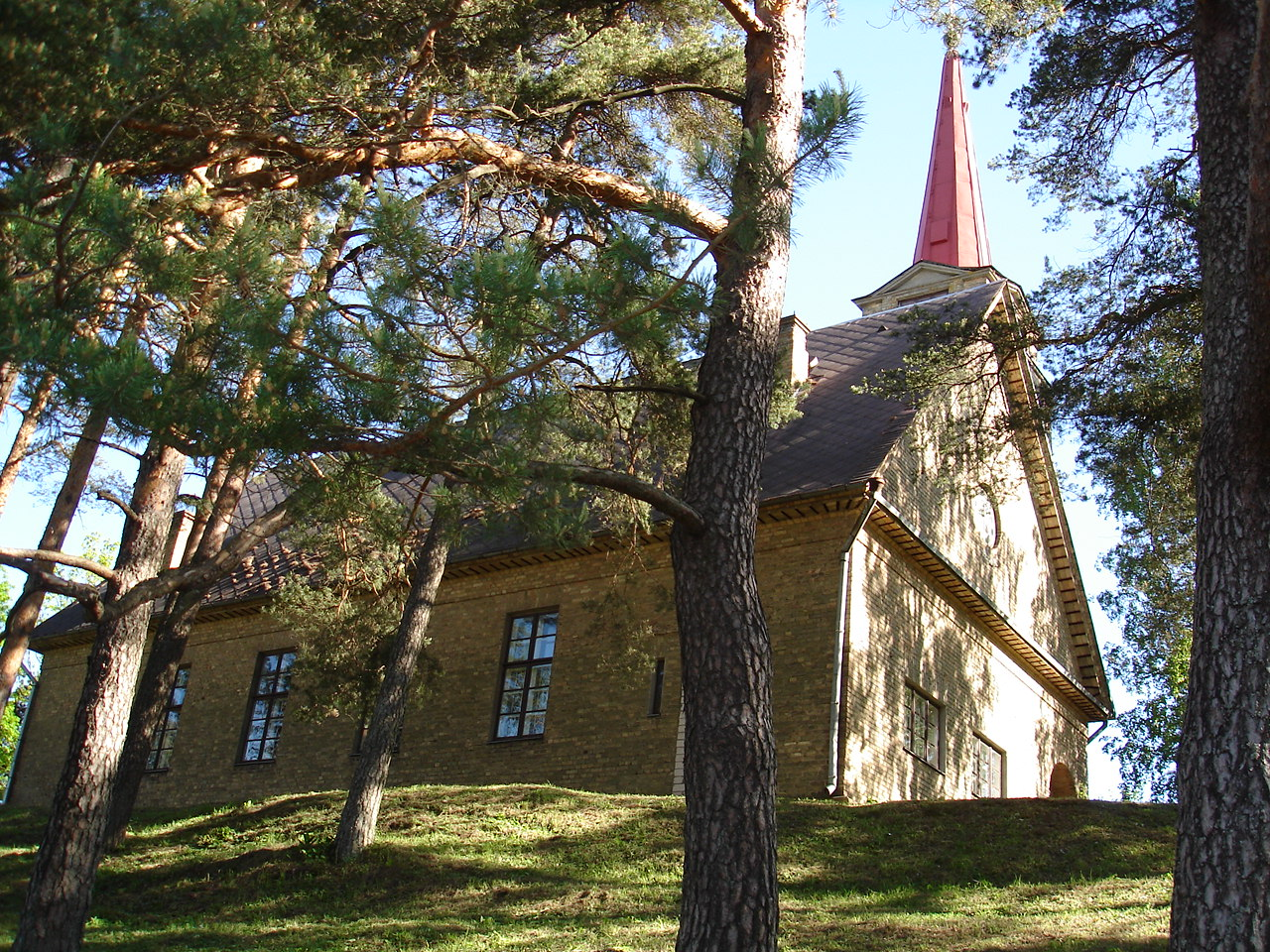
L'Église luthérienne.
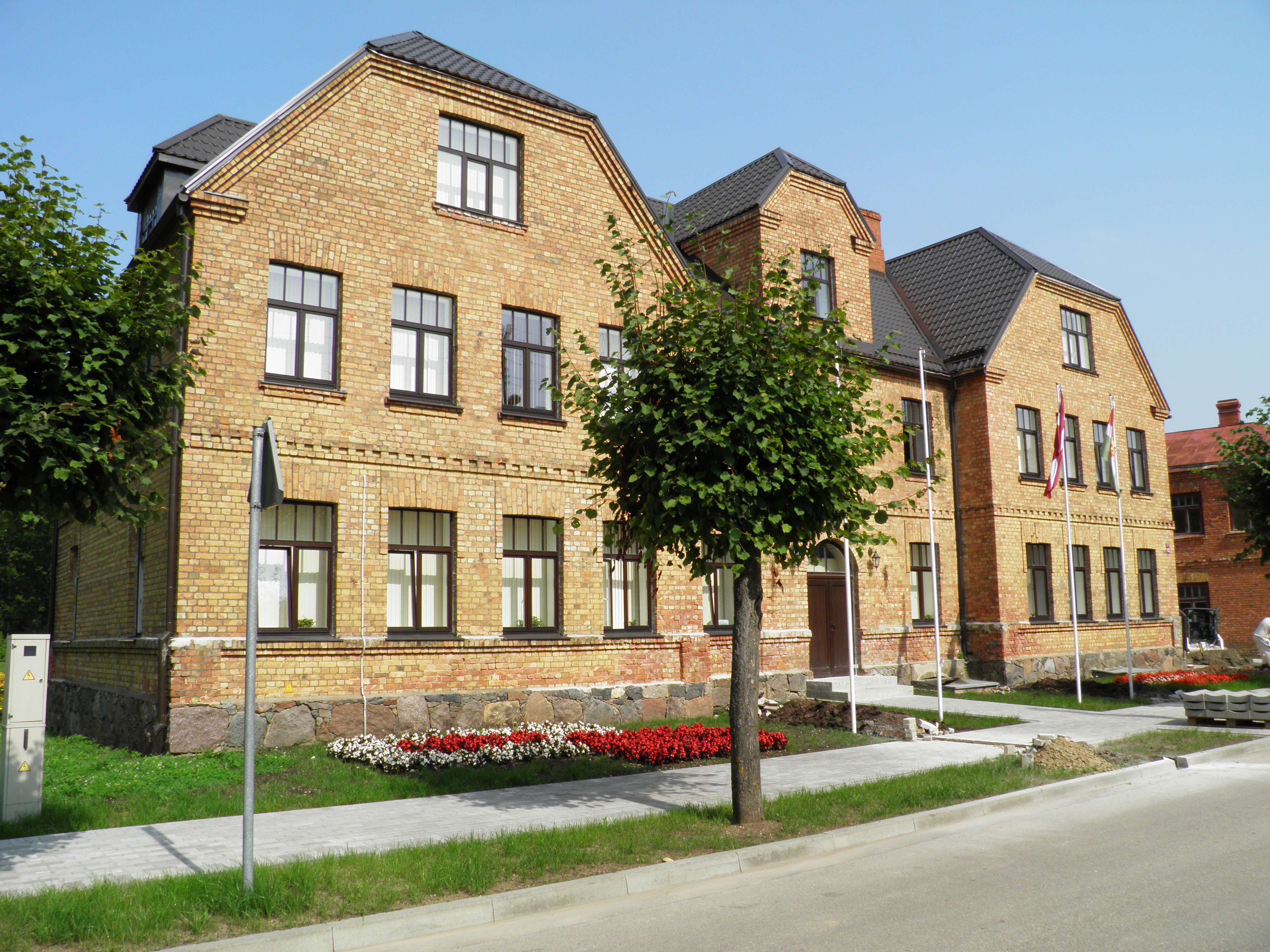
La mairie.
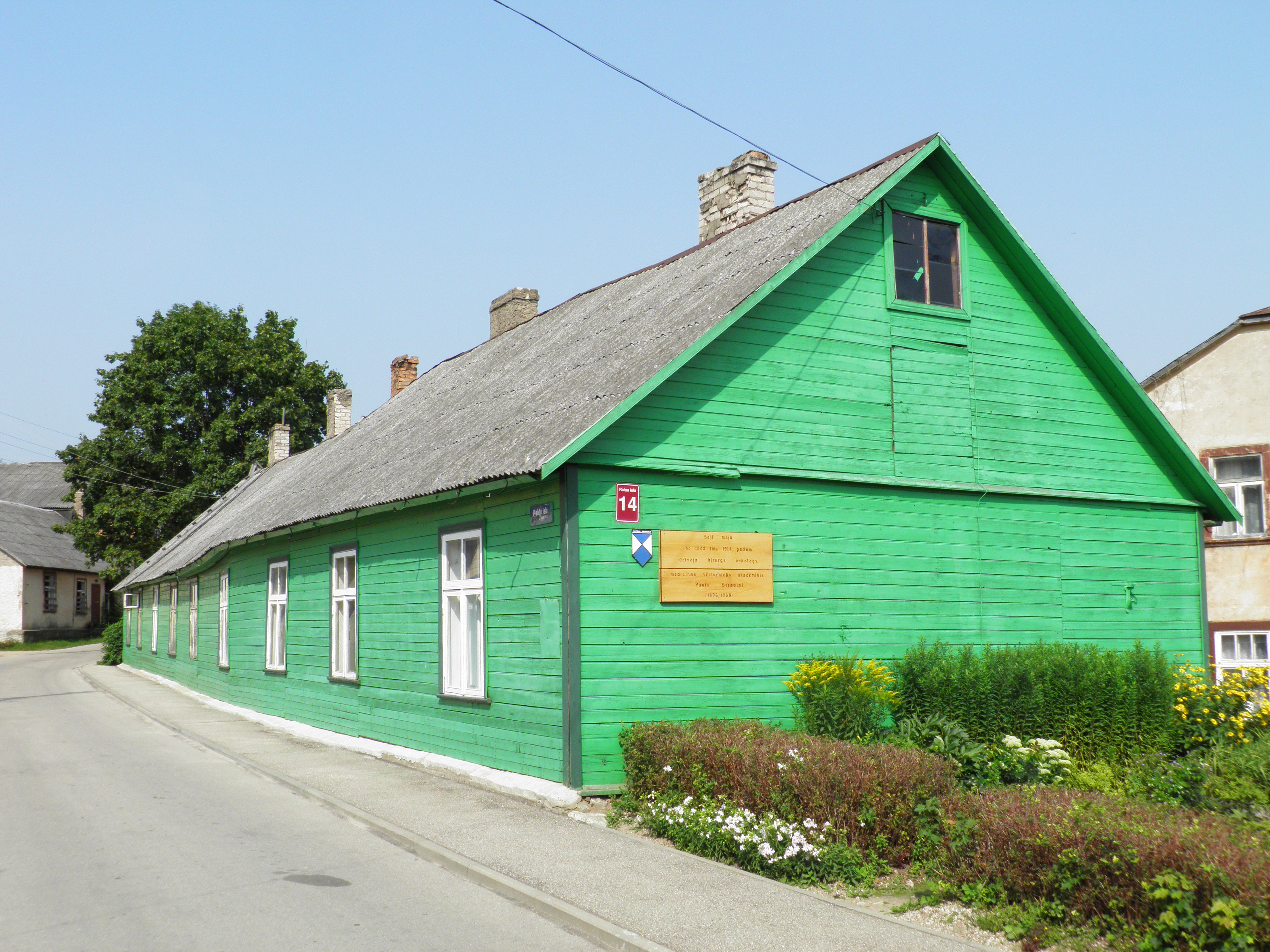
La maison de Pauls Stradiņš.
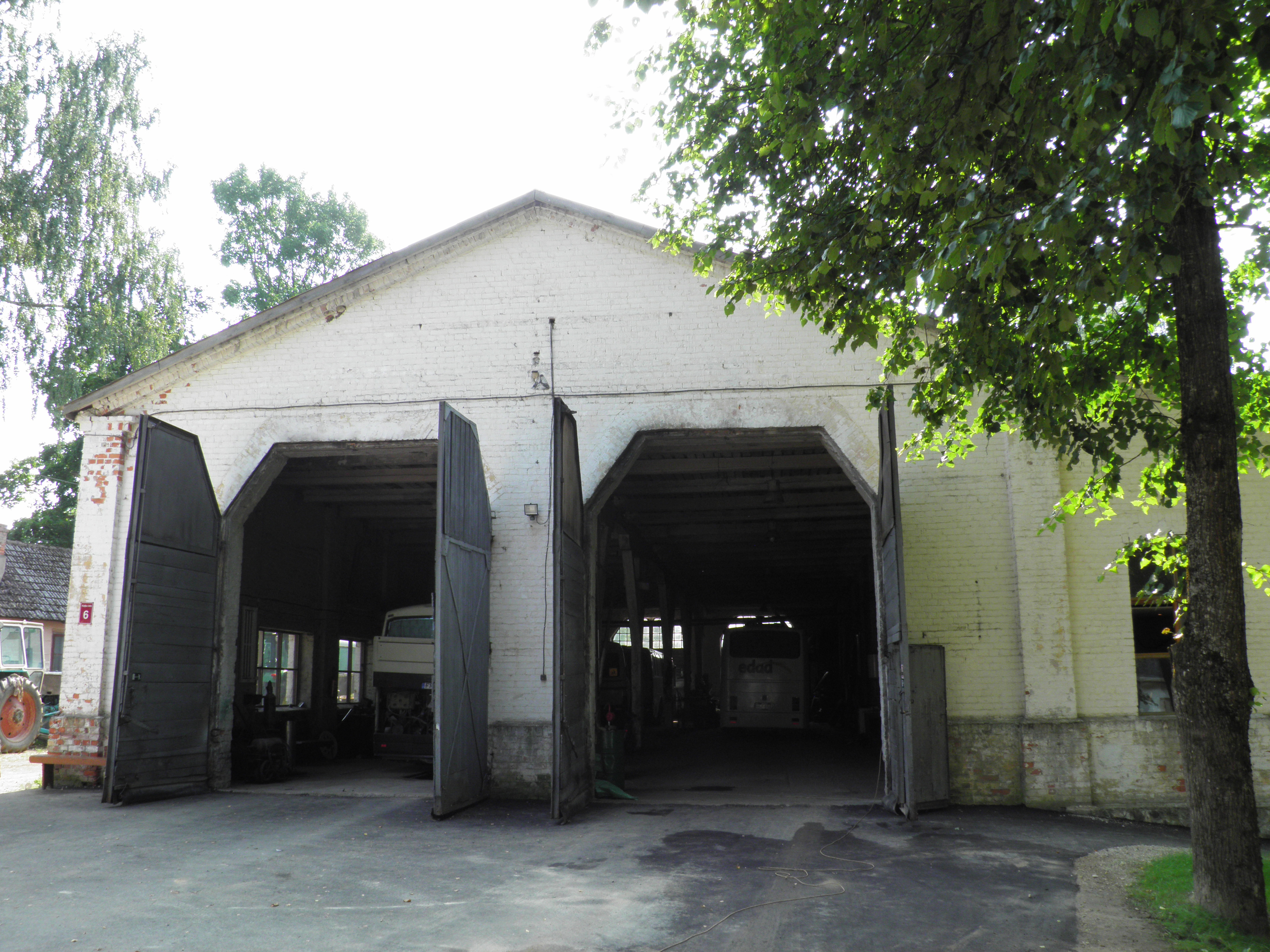
L’atelier de réparation des locomotives.
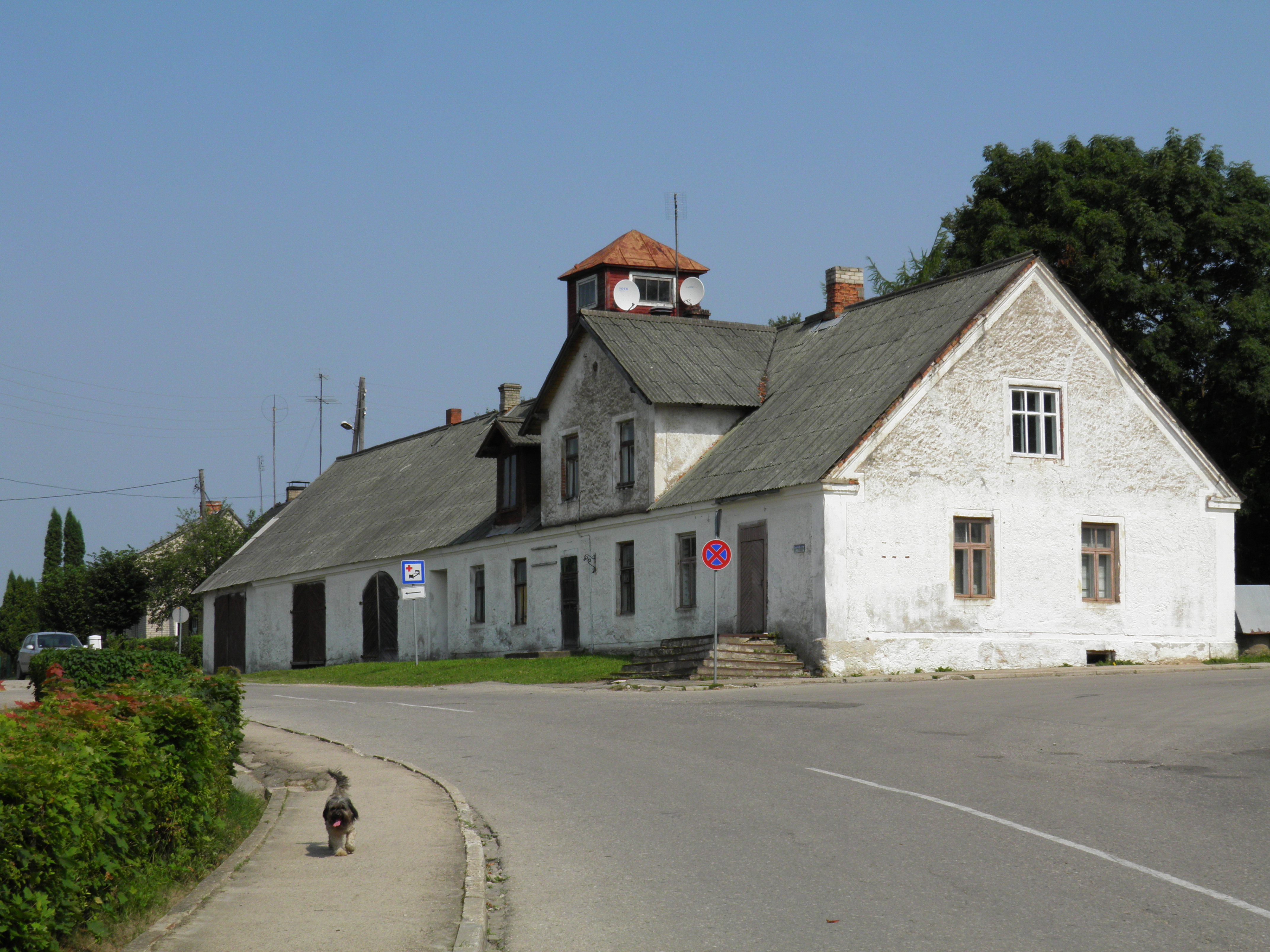
Taverne.
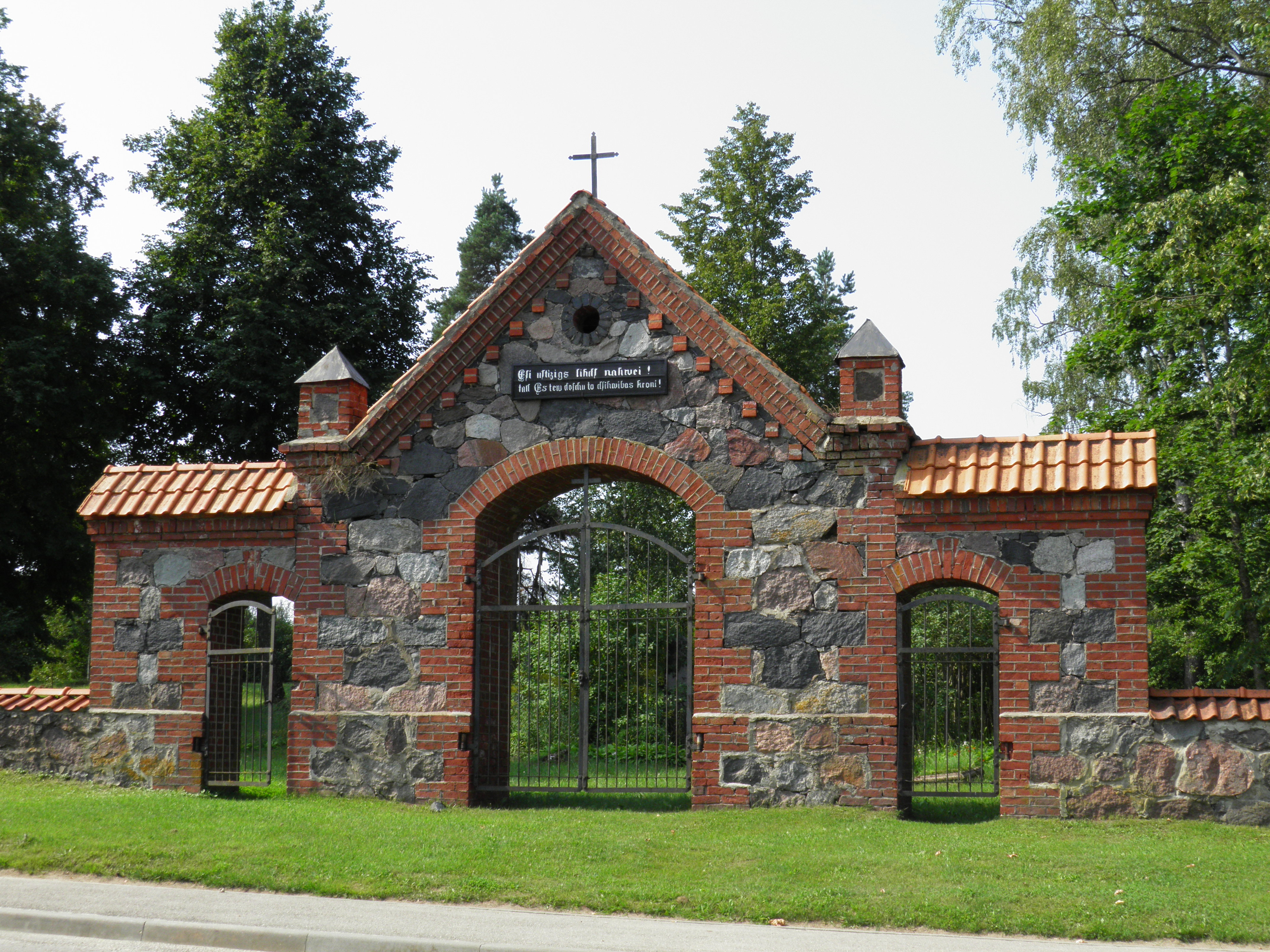
Le portail du cimetière.